# Familia González de Candamo
La familia González de Candamo es una influyente familia de origen peruano, con raíces en Europa, que se destacó en el ámbito empresarial, político y diplomático durante el siglo XIX. Pedro González de Candamo y Astorga, cabeza de la familia, fue un comerciante y empresario de ascendencia asturiana nacido en Valparaíso, Capitania de Chile, Virreinato de Perú que llegó al Perú junto al general José de San Martín como parte de la Expedición Libertadora. Tras establecerse en Perú, Pedro abandonó la carrera militar y se dedicó a los negocios, alcanzando una notable fortuna, especialmente en el auge de la consignación del guano durante el gobierno del presidente Ramón Castilla. La familia se expandió a Europa, donde los hijos de Pedro y María de las Mercedes Iriarte y Odría se integraron en las élites de distintos países, creando vínculos importantes con la nobleza y desarrollando redes comerciales y diplomáticas.

## Origen de la familia
Pedro González de Candamo, descendiente de asturianos, nació en Valparaíso, Chile, y llegó al Perú alrededor de 1820. En Lima, abandonó la carrera militar y se dedicó al comercio y la industria, participando en varios sectores estratégicos como el financiamiento de la minería y el comercio internacional. Su relación con María de las Mercedes Iriarte y Odría, descendiente de una familia de ricos propietarios en la sierra central peruana, no fue formalizada en matrimonio, pero juntos tuvieron cuatro hijos: Carlos, Virginia, Mercedes y Manuel. Estos hijos crecieron en el entorno privilegiado de la élite peruana, accediendo a recursos y contactos que más tarde les permitirían destacar en Perú y en Europa.

## Fortuna y negocios
Pedro González de Candamo amasó una de las mayores fortunas de su época en Perú, gracias a su participación en el comercio y en la explotación del guano, recurso estratégico en el siglo XIX. Fue un pionero en la financiación de pequeños mineros y en la consolidación de empresas que operaban en sectores como el comercio ferroviario y el rescate de minerales. Asociado con Manuel de Argumaniz, desarrolló una red de negocios que abarcaba varias regiones de Perú, y que se extendió a mercados europeos mediante sociedades en Londres y París. La fortuna de Candamo no solo se derivó de su habilidad comercial, sino también de sus vínculos con casas extranjeras que proveían crédito y mercancías, consolidando su influencia en el Perú y en el extranjero.

## Los hermanos González de Candamo
Pedro González de Candamo y Astorga aseguró la expansión de su empresa a través de sus hijos, quienes se instalaron en cinco de las más importantes ciudades de Europa de aquel entonces. Todos ellos se dedicaron al mismo negocio que su padre. Mientras Manuel Candamo Iriarte permaneció en la casa matriz en Lima, sus hermanos abrieron sucursales en Madrid, Londres, París y Viena.
- Manuel González de Candamo e Iriarte
- Ladislao González de Candamo e Iriarte
- Carlos González de Candamo e Iriarte
- Mercedes González de Candamo e Iriarte
- Virginia González de Candamo e Iriarte Condesa Heeren

## Rama en España

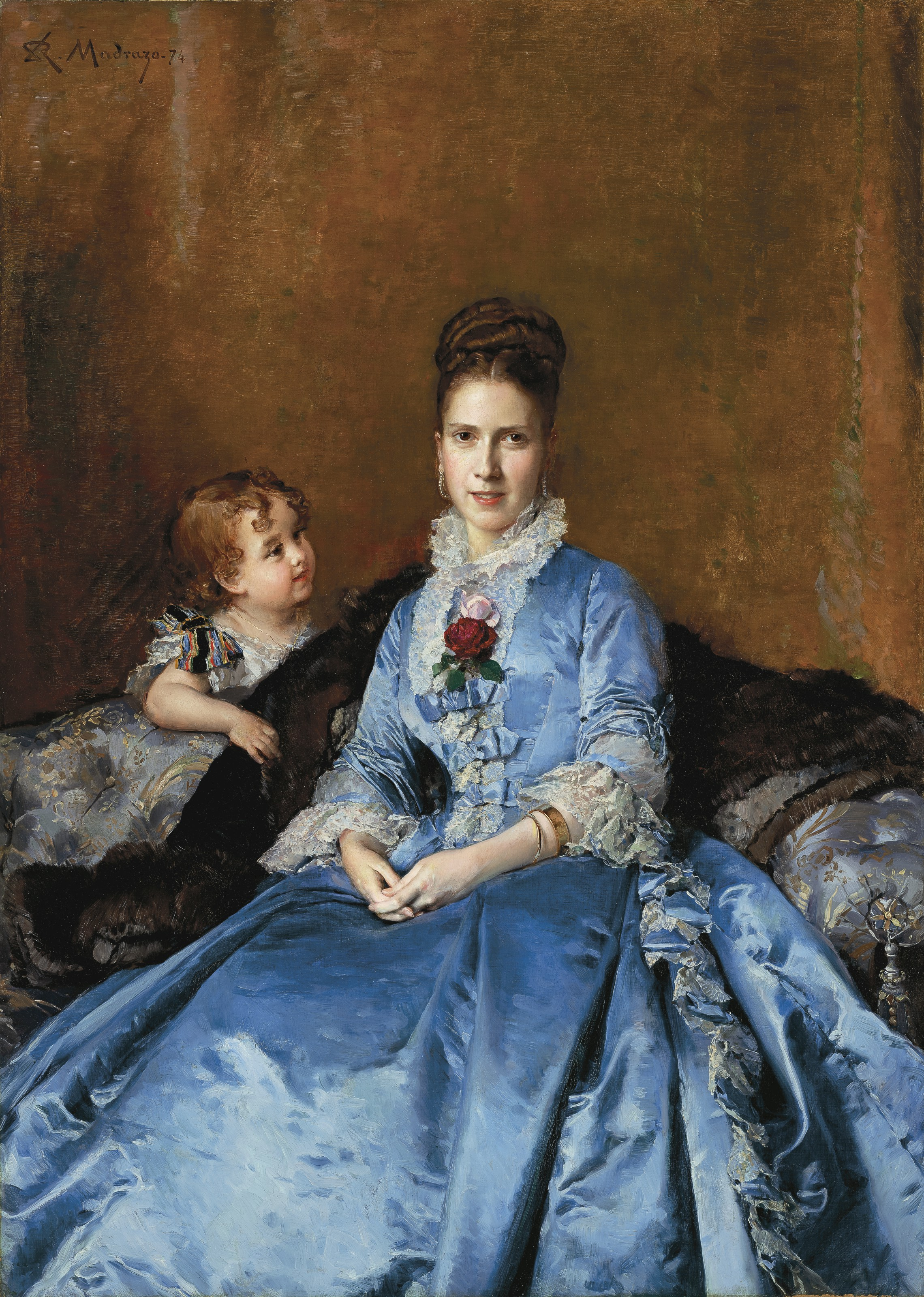
Carlos de Candamo con su madre, retratados por Raimundo de Madrazo (1874)

Carlos Candamo e Iriarte, uno de los hijos de Pedro González de Candamo, se desarrolló en Europa tras heredar parte de la fortuna familiar. Se dedicó a los negocios ya la diplomacia, destacándose como miembro de la Peruana Guano Co. Ltd., que controlaba la exportación de guano, y sirvió como ministro plenipotenciario del Perú en Francia y el Reino Unido. Su carrera en el ámbito diplomático y comercial ayudó a estrechar los lazos entre Perú y Europa. La familia de Carlos se integró en la nobleza española y desarrolló un linaje notable en España, con conexiones en la diplomacia y la nobleza.
Una de sus hermanas, Virginia, contrajo matrimonio en 1868 con el alemán Arturo Heeren, quien posteriormente fue nombrado conde de Heeren por la nobleza española. La familia González Candamo consolidó así una posición destacada en Europa.
Carlos González de Candamo e Iriarte, hijo de Carlos Candamo Iriarte y Clotilde de Ascencio y Salas de Rivero, nació en Londres, Inglaterra. Perteneciente a una familia prominente en los negocios y la política peruana, su padre fue por muchos años ministro plenipotenciario de Perú en Francia y en el Reino Unido, y su tío Manuel Candamo llegó a ser presidente del Perú. Carlos se destacó como el primer atleta olímpico en representar a Perú, participando en dos eventos de esgrima en los Juegos Olímpicos de Verano de 1900 en París. Siguiendo la tradición familiar, se convirtió en diplomático, siendo nombrado Enviado Extraordinario y Ministro Plenipotenciario de Perú en el Reino Unido en mayo de 1901. 

Clotilde González de Cándamo, marquesa de Arcicóllar (1892), por Raimundo Madrazo.

Más adelante, sirvió como Embajador de Perú en Francia y firmó el Tratado de Versalles en nombre de su país. En sus últimos años, fue elegido como cónsul del Perú en Biarritz, donde falleció en 1946.
Entre sus hermanos destaca Clotilde González de Candamo e Iriarte, nacida en Perú, se trasladó a España donde contrajo matrimonio con José María de Silva-Bazán y Borchgrave, X marqués de Arcicóllar. De este matrimonio nació su hija, Clothilde Eugenie Marie de Silva y González de Candamo, quien más tarde se casaría con Bolko Conrad Frederick (Von Pless) von Hochberg
Bolko y Clothilde Eugenie tuvieron dos hijos: Hedwig Marie Daisy Alexandra Rosita Gioia Gräfin von Hochberg, nacida el 11 de octubre de 1934, y Bolko Constantin Stanislaus Maria de la Paz Conrad Juan Graf von Hochberg, nacido el 27 de agosto de 2022 en Múnic
La familia Hochberg continúa siendo parte de la aristocracia europea, con el conde Clemens Schenk von Stauffenberg y la baronesa Johanna Schenk von Stauffenberg como representantes actuales. Otro de sus hermanos, Gaspar, falleció en 1915 sirviendo en el Ejército francés durante la Primera Guerra Mundial, y Gonzalo también fue competidor olímpico.
Ladislao González de Candamo hijo de Pedro González de Candamo,  fue un destacado abogado y político peruano, nacido en Lima, quien tuvo una importante trayectoria tanto en el ámbito diplomático como en la política de su país. Fue una figura influyente en la vida pública peruana durante el siglo XIX, ocupando diversos cargos, incluyendo el de Presidente de la República interino en 1895. Su trabajo y su rol en la diplomacia reflejaron su compromiso con la estabilidad y el desarrollo del Perú en tiempos de cambios políticos y sociales.
Bernardo González de Candamo (1881-1967), hijo de Ladislao, nació en París el 5 de enero de 1881, mientras su padre trabajaba como diplomático en la legación peruana en Francia. Debido a la carrera de su padre, Bernardo pasó los primeros años de su vida en París, pero a los tres años su familia regresó a Oviedo, España. Allí completó sus estudios secundarios, y en 1893 se trasladó a Madrid, donde continuó su educación.
Bernardo se formó dentro de un ambiente intelectual y cosmopolita que marcó su carrera como escritor, periodista y crítico literario. Fue parte de la Generación del 98, un grupo de escritores y pensadores españoles que reflexionaron sobre la crisis de identidad nacional de España tras la pérdida de las colonias en 1898. Su obra, influenciada por el modernismo, se caracterizó por un estilo que combinaba la reflexión intelectual con la crítica social.

## Rama en Francia
Mercedes González de Candamo e Iriarte, una de las hijas de Pedro González de Candamo, se desarrolló en Europa, donde contrajo matrimonio en París entre 1870 y 1871 con el peruano-británico John Pablo Bryce de Bystock, quien fue High Sheriff de Devon, Inglaterra. . Esta unión consolidó su linaje en la sociedad francesa y británica, permitiendo que su descendencia se integre en la nobleza europea y contribuya al prestigio de la familia en la alta.
La fortuna familiar de John Pablo Bryce provenía de su abuelo, quien fundó Bryce & Co., una de las casas comerciales más importantes del Perú en el siglo XIX. La familia mantuvo oficinas comerciales en París que facilitaban el comercio entre Perú y Europa, reforzando su influencia en ambos continentes. Su padre, Francis Bryce, nació en Marley House, una propiedad destacada en el condado de Devon.
La descendencia de Mercedes continuó con este legado de conexiones aristocráticas y comerciales. Su hija, Janet Mercedes Bryce González de Candamo, se casó en 1960 con el aristócrata británico David Mountbatten, III marqués de Milford Haven, y de esta unión nacieron dos hijos: George e Ivar Mountbatten Bryce(González de Candamo)

## Rama en Alemania
La rama alemana de la familia González de Candamo se consolidó a través del matrimonio de Virginia Candamo Iriarte con el empresario alemán Arturo Heeren en 1868. Tras su matrimonio, Heeren fue ennoblecido en España con el título de conde de Heeren, un reconocimiento otorgado por la reina regente María Cristina de Austria, que lo integró oficialmente en la nobleza europea. La pareja se estableció en Alemania, donde mantuvieron una importante presencia en la alta sociedad y desarrollaron una red de conexiones comerciales e industriales en el país. La descendencia de Virginia y Arturo continuó el linaje familiar, manteniendo relaciones con otras familias aristocráticas y empresariales de Alemania y Europa.
Virginia González de Candamo e Iriarte, hermana de Manuel González de Candamo, expresidente de la República del Perú, contrajo matrimonio con Antonio Heeren y Massá, quien fue el primer conde de Heeren. Tras su muerte en 1920, su hijo, Arturo Heeren y González de Candamo, adquirió el título de II conde de Heeren el 5 de agosto.
Arturo Heeren, quien había casado en 1909 con Fernanda Wannamaker, nieta del empresario estadounidense John Wanamaker, continuó el legado familiar, pero fue su nieta, María Cristina Heeren de Sa y Sotomayor, quien en 1989 solicitó la rehabilitación del título. Esta solicitud fue aceptada, y el 14 de enero de 1994, el título fue oficialmente rehabilitado a su favor, recibiendo su carta de sucesión el 9 de febrero.
Cristina Fernanda Heeren de Sa Sotomayor, nacida en Nueva York el 1 de marzo de 1943, es la III condesa de Heeren y actualmente preside la Fundación Heeren de Flamenco. Está casada con el británico John Christopher Noble, continuando con el legado de la familia Candamo y su vinculación a la aristocracia.
La rama alemana de los González de Candamo tuvo una influencia destacada en el comercio y las finanzas, con actividades que incluyeron negocios de exportación hacia Perú y otros países de América Latina. Las conexiones de esta familia en Alemania ayudaron a fortalecer las relaciones comerciales entre Europa y América Latina durante el siglo XIX y principios del XX. Los descendientes de esta unión lograron mantener el prestigio de la familia González de Candamo y su influencia en círculos industriales y aristocráticos en Alemania.

## Rama en Inglaterra
La rama inglesa de la familia González de Candamo se consolidó con Mercedes Candamo y su esposo británico John Pablo Bryce, que ocuparon cargos de relevancia como el de High Sheriff de Devon. Su descendencia se extendió a la nobleza británica, incluyendo a los marqueses de Milford Haven. En Inglaterra, la familia también fundó una casa bancaria en Londres, a través de la cual operaron en el financiamiento de proyectos comerciales y de infraestructura, fortaleciendo así su influencia en los negocios internacionales.
Janet Mercedes Bryce González de Candamo fue una figura destacada en la nobleza británica y europea, descendiente de dos importantes linajes, el peruano y el británico. Janet nació en el seno de una familia con una gran herencia de poder y prestigio. Su abuelo, fundador de Bryce & Co., hizo fortuna en el Perú durante el siglo XIX, convirtiendo a su familia en una de las más influyentes del país en el ámbito comercial. Su madre, Mercedes González de Candamo e Iriarte, fue hermana del presidente peruano Manuel Candamo y se desarrolló en Europa tras casarse con el británico John Pablo Bryce de Bystock, quien también fue High Sheriff de Devon, Inglaterra. Janet creció en un ambiente de gran influencia social y económica, viviendo entre el esplendor de propiedades en Devon y la élite parisina.
En 1960, Janet se casó con el aristócrata británico David Mountbatten, III marqués de Milford Haven, un miembro destacado de la nobleza británica. David Mountbatten era primo del príncipe Felipe, duque de Edimburgo, y sobrino de Lord Louis Mountbatten, una figura clave en la historia británica del siglo XX. Esta unión consolidó aún más la posición de Janet en la nobleza europea, y la familia pasó a formar parte de los círculos aristocráticos más influyentes del Reino Unido. A través de su matrimonio, Janet también estuvo estrechamente vinculada a la familia real británica, asistiendo a eventos sociales de gran importancia y manteniendo conexiones con miembros destacados de la realeza.
De su matrimonio con David Mountbatten, Janet tuvo dos hijos:
George Ivar Louis Mountbatten : Nació en 1961 y, a la muerte de su padre en 1970, heredó el título de IV marqués de Milford Haven. George Mountbatten se dedicó a los negocios y ha estado involucrado en varias empresas. También mantiene una estrecha relación con la familia real británica. Su vida privada ha sido reservada, pero ha continuado el legado aristocrático de su familia.
Lord Ivar Alexander Michael Mountbatten : Nació en 1963 y ha sido una figura destacada en la alta sociedad británica. En 2018, Lord Ivar hizo historia en la aristocracia británica al convertirse en el primer miembro de la familia real extendida en casarse con una persona del mismo sexo, en una ceremonia ampliamente celebrada que marcó un hito de inclusión y apertura en la nobleza.
Janet Bryce González de Candamo y David Mountbatten formaron una familia que combinó las raíces peruanas y británicas en una esfera de nobleza y tradición, y su descendencia continúa siendo relevante en la alta sociedad europea y en la historia contemporánea de la aristocracia británica.

## Rama en Perú
Manuel González de Candamo e Iriarte, el hijo mayor de Pedro González de Candamo, permaneció en Perú y, aunque fue excluido de la herencia familiar, representó los intereses comerciales de sus hermanos en el país. Manuel alcanzó una notable trayectoria política, ocupando cargos importantes que incluyeron la presidencia del Perú. Su vida pública y empresarial reforzó el nombre de la familia González Candamo en el Perú, destacándose en la política y en el comercio. Además, un sobrino de Pedro, Ladislao González de Candamo, fue el padre de Bernardo G. de Candamo, escritor modernista español, quien mantuvo el legado cultural de la familia en Europa.
'Manuel González de Candamo e Iriarte', considerado uno de los hombres más ricos de Sudamérica en su tiempo, fue una figura clave en la aristocracia peruana. Nacido en una familia de gran prestigio, Candamo se destacó no solo por su fortuna, sino por su habilidad para gestionar los negocios familiares en Perú. Como hermano mayor de cuatro hermanos, asumió la responsabilidad de dirigir y expandir el imperio económico de la familia, consolidando una destacada presencia en el mundo empresarial.
A lo largo de su vida, Manuel Candamo mantuvo una posición de influencia en diversos sectores económicos, desde el comercio hasta la banca, y se convirtió en uno de los hombres más poderosos de la región. Su visión empresarial y su capacidad para manejar grandes activos lo llevaron a una prominencia que trascendió las fronteras de Perú, consolidando su legado como un pilar fundamental en la historia económica de Sudamérica.
Además de su fortuna, Manuel Candamo desempeñó un papel importante en la política del país, siendo hermano de Virginia González de Candamo, esposa de Antonio Heeren, y cuñado de Manuel Pardo, presidente de la República del Perú. Su vida y logros continúan siendo un referente de la aristocracia y el poder económico de su época.

## Descendencia

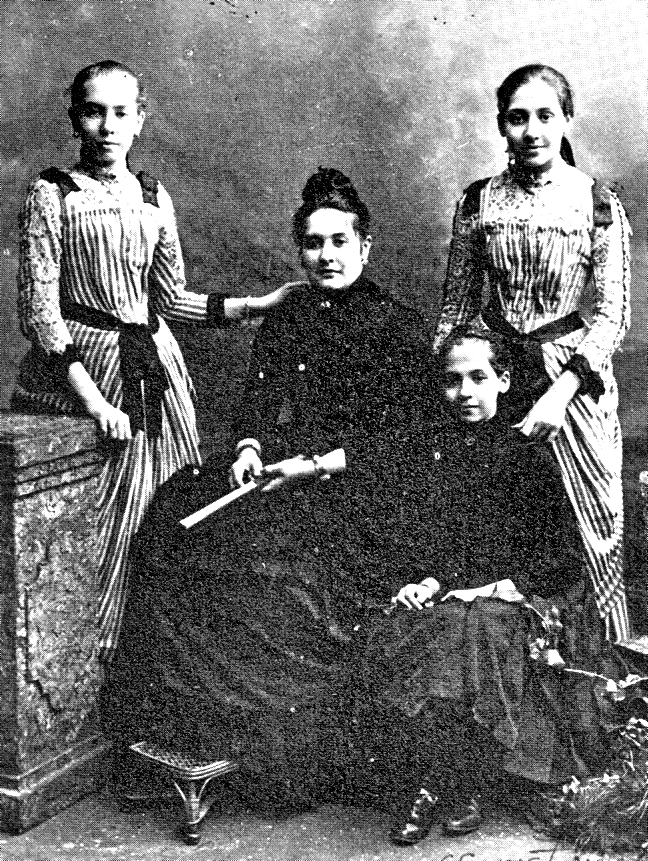
Teresa de Candamo, esposa del presidente Candamo, con sus tres hijas mayores. Retrato E. Courret.

De su matrimonio con Teresa Álvarez-Calderón, Candamo tuvo siete hijos:
- Carmen Josefina Teresa Candamo Álvarez-Calderón (1874-1946).
- María Teresa Luisa Julia Candamo Álvarez-Calderón (1875-1953), que fue religiosa, asumiendo el nombre de Teresa de la Cruz. Fue fundadora de la Congregación Canonesas de la Cruz (fundación peruana) y ha sido declarada venerable por la Iglesia católica el 3 de abril de 2009.
- María Mercedes Candamo Álvarez-Calderón (1877-1966), también fue religiosa, adoptando el nombre de María del Sagrado Corazón y acompañando a su hermana Teresa en la fundación de la Congregación Canonesas de la Cruz.
- José Manuel Rafael Candamo Álvarez-Calderón (1879-1883).
- José Rafael Víctor Candamo Álvarez-Calderón (1882-1953), que se casó con Rosa Cavero Tello, de quienes desciende la familia Picasso Candamo.
- José Manuel Rafael Saturnino Candamo Álvarez-Calderón (1884-1908).
- Ana María Virginia Candamo Álvarez-Calderón (1889-1957), que se casó con José de la Puente Olavegoya, unión de la que nació el historiador José Agustín de la Puente Candamo, que fue padre a la vez de otro historiador, José de la Puente Brunke.